# بول هاكيت
بول هاكيت (بالإنجليزية: Paul Hackett (politician))‏ (و. 1962 – م) هو ضابط، ومحام من الولايات المتحدة الأمريكية .
وهو عضو في الحزب الديمقراطي الأمريكي .

## التعليم
تعلم في جامعة كيس وسترن ريسرف.